# Jozef Valachovič
Jozef Valachovič (ur. 12 lipca 1975 w Bratysławie) – piłkarz słowacki grający na pozycji środkowego obrońcy. W swojej karierze 33 razy wystąpił w reprezentacji Słowacji i strzelił w niej 1 gola.

## Kariera klubowa
Karierę piłkarską Valachovič rozpoczął w klubie Inter Bratysława. W 1993 roku awansował do kadry pierwszej drużyny i w sezonie 1993/1994 zadebiutował w niej w pierwszej lidze słowackiej. W 1995 roku zdobył z Interem Puchar Słowacji. W 1996 roku odszedł do drugoligowego klubu ŠKP Devín. W 1997 roku ponownie zmienił klub i został zawodnikiem Ozety Dukli Trenčín. Występował w nim przez 3 sezony.
Latem 2000 Valachovič przeszedł do izraelskiego Maccabi Tel Awiw. Po pół roku gry w izraelskiej lidze trafił do czeskiego Slovana Liberec. W 2002 roku wywalczył ze Slovanem mistrzostwo Czech. Piłkarzem Slovana był do końca 2004 roku.
Na początku 2005 roku Valachovič podpisał kontrakt z austriackim Rapidem Wiedeń. W austriackiej Bundeslidze zadebiutował 13 marca 2005 w przegranych 0:1 derbach Wiednia z Austrią Wiedeń. Wiosną 2005 wywalczył z Rapidem mistrzostwo Austrii. W 2007 roku odszedł do drugoligowca, SK Schwadorf, w którym spędził sezon 2007/2008.
W 2008 roku Valachovič wrócił na Słowację i został piłkarzem Slovana Bratysława. W 2009 roku został ze Slovanem mistrzem kraju i sięgnął po Superpuchar Słowacji, a w 2010 roku zdobył z nim Puchar Słowacji. Latem 2010 zakończył karierę piłkarską.
| Sezon   | Klub                | Kraj     | Rozgrywki      | Mecze | Bramki |
| ------- | ------------------- | -------- | -------------- | ----- | ------ |
| 1993/94 | Inter Bratysława    | Słowacja | I. liga        | 4     | 0      |
| 1994/95 | Inter Bratysława    | Słowacja | I. liga        | 5     | 0      |
| 1995/96 | Inter Bratysława    | Słowacja | I. liga        | 4     | 0      |
| 1996/97 | ŠKP Devín           | Słowacja | II. liga       | ?     | ?      |
| 1997/98 | Ozeta Dukla Trenčín | Słowacja | I. liga        | 23    | 4      |
| 1998/99 | Ozeta Dukla Trenčín | Słowacja | I. liga        | 26    | 4      |
| 1999/00 | Ozeta Dukla Trenčín | Słowacja | I. liga        | 28    | 7      |
| 2000/01 | Maccabi Tel Awiw    | Izrael   | Ligat ha’Al    | 15    | 0      |
| 2000/01 | Slovan Liberec      | Czechy   | Gambrinus Liga | 11    | 0      |
| 2001/02 | Slovan Liberec      | Czechy   | Gambrinus Liga | 2     | 0      |
| 2002/03 | Slovan Liberec      | Czechy   | Gambrinus Liga | 4     | 0      |
| 2003/04 | Slovan Liberec      | Czechy   | Gambrinus Liga | 14    | 1      |
| 2004/05 | Slovan Liberec      | Czechy   | Gambrinus Liga | 15    | 1      |
| 2004/05 | Rapid Wiedeń        | Austria  | Bundesliga     | 12    | 0      |
| 2005/06 | Rapid Wiedeń        | Austria  | Bundesliga     | 30    | 5      |
| 2006/07 | Rapid Wiedeń        | Austria  | Bundesliga     | 29    | 2      |
| 2007/08 | SK Schwadorf        | Austria  | Erste Liga     | 29    | 3      |
| 2008/09 | Slovan Bratysława   | Słowacja | I. liga        | 29    | 5      |
| 2009/10 | Slovan Bratysława   | Słowacja | I. liga        | 6     | 0      |

## Kariera reprezentacyjna
W reprezentacji Słowacji Valachovič zadebiutował 19 maja 1999 roku w wygranym 2:0 towarzyskim meczu z Bułgarią. W swojej karierze grał m.in. w eliminacjach do ME 2000, MŚ 2002, MŚ 2006 i ME 2008. W kadrze Słowacji od 1999 do 2009 roku rozegrał łącznie 33 mecze i strzelił 1 gola.